# Schnee (Roman)
Schnee (türkischer Originaltitel: Kar) ist ein 2002 veröffentlichter Roman des türkischen Schriftstellers Orhan Pamuk. In der deutschen Übersetzung von Christoph K. Neumann erschien das Buch 2005. Geschildert wird die Reise des Dichters Ka in die Stadt Kars, in der am Tag nach seiner Ankunft ein lokaler Militärputsch stattfindet.

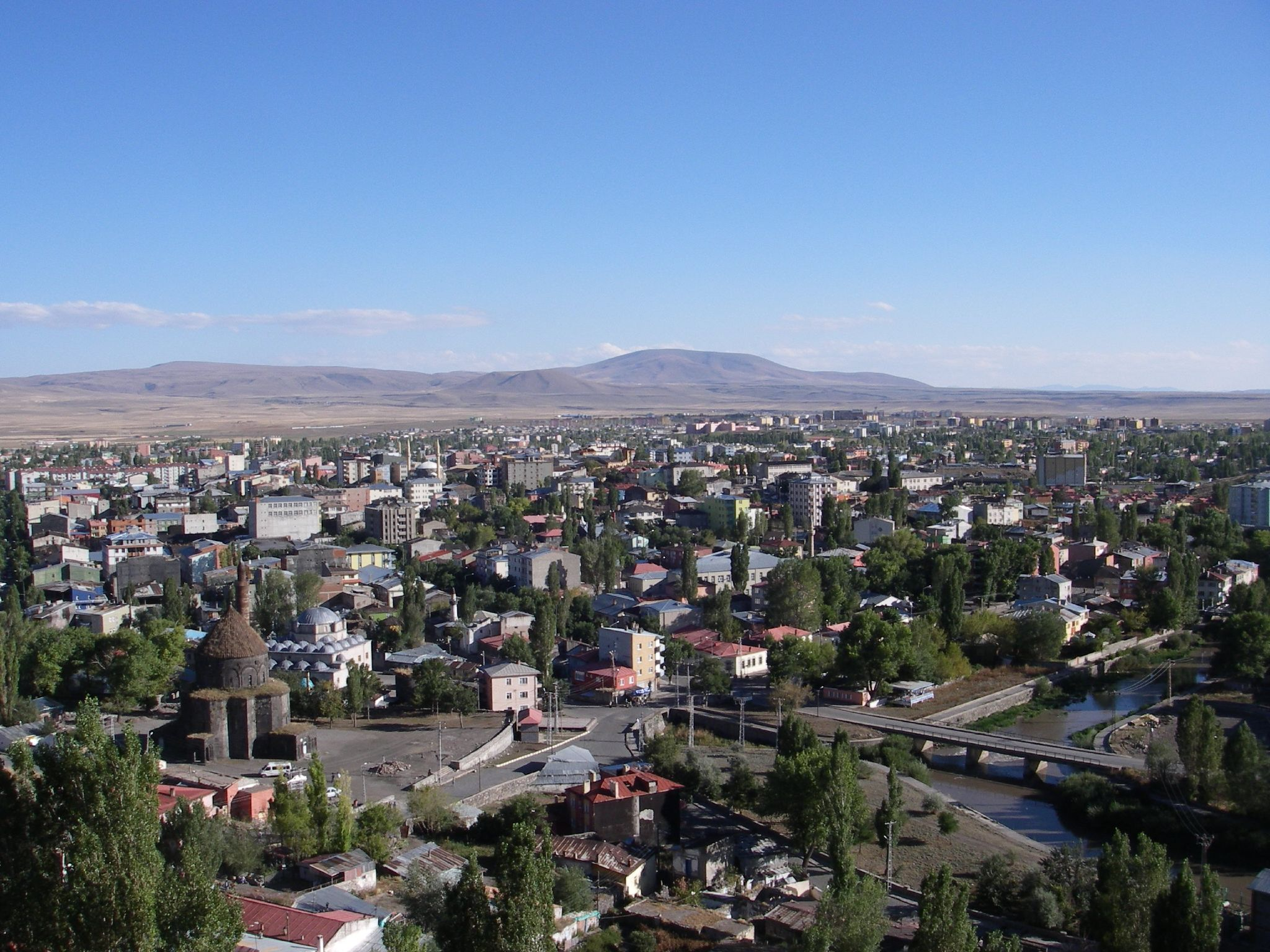
Die Stadt Kars ist Handlungsort von Pamuks Roman Schnee

## Inhalt

### Vorgeschichte
Der Dichter Ka, mit amtlichem Namen Kerim Alakuşoğlu, kehrt anlässlich des Todes seiner Mutter aus Frankfurt nach Istanbul zurück und übernimmt den Auftrag, für die Istanbuler Zeitschrift Cumhuriyet (Die Republik) nach Kars zu reisen und von der Selbstmordwelle junger Mädchen, von denen einige ein Kopftuch getragen hatten und von den Behörden am Studium gehindert worden waren, sowie von der aufgrund der Ermordung des Bürgermeisters bevorstehenden Neuwahl zu berichten. Sein heimliches Motiv ist aber die Hoffnung, seine schöne und von ihrem Mann Muhtar getrennt lebende Kommilitonin İpek wiederzutreffen, sie zu heiraten und mit ihr in Frankfurt zusammenzuleben. Mit beiden war er in seiner Studentenzeit in Istanbul befreundet und wurde von ihnen getrennt, als er wegen seiner sozialistischen Anschauungen für zwölf Jahre ins Exil nach Deutschland gehen musste, wo er sein Leben durch staatliche Unterstützung und Einnahmen aus Lesereisen finanzierte. Der Ich-Erzähler, der Schriftsteller Orhan, rekonstruiert nach dem Tod des Freundes dessen Reise nach Kars und skizziert die vorausgegangenen und nachfolgenden Exiljahre in Frankfurt.

### Kas Aufenthalt in Kars

#### Dienstag
| Figur                      | Beschreibung                                                                                     |
| -------------------------- | ------------------------------------------------------------------------------------------------ |
| Orhan Bey                  | Kas Freund, Autor und Ich-Erzähler des Romans                                                    |
| Ka                         | Dichter, Hauptfigur                                                                              |
| İpek                       | Kas ehemalige Kommilitonin Muhtars Ex-Frau, Lapislazulis Geliebte, Kas Wunschfrau                |
| Kadife Yıldiz              | Kopftuch tragende Mädchen, İpeks Schwester, Lapislazulis Geliebte                                |
| Turgut Bey (Turgut Yıldiz) | ihr Vater, Hotelbesitzer, Republikaner, ehemaliger Kommunist                                     |
| Muhtar                     | Kas Studienfreund, İpeks Ex-Mann, Bürgermeisterkandidat der Partei des demokratischen Islamismus |
| Scheich Saadettin Cevher   | Charismatischer Islamist                                                                         |
| Lapislazuli                | polizeilich gesuchter radikaler Islamistenführer, İpeks und Kadifes Geliebter                    |
| Sunay Zaim                 | Schauspieler, Leiter einer mit kemalistischen Tendenzstücken gastierenden Theatertruppe          |
| Funda Eser                 | Zaims Frau, Schauspielerin und Bauchtänzerin                                                     |
| Necip, Fazıl               | Koranschüler, Verehrer Kadifes, Kas Gesprächspartner                                             |
| Serdar Bey                 | Journalist und Herausgeber der Grenzstadtzeitung                                                 |
| Teslime, Hande             | Kopftuch tragende Mädchen                                                                        |
| Z. Eisenarm                | Mit Zaim zusammenarbeitender Geheimdienstler und Putschist                                       |

Nach seiner Ankunft in der Provinzstadt und seinem Einquartieren im Hotel „Schneepalast“, das von İpeks Vater Turgut Yildiz geführt wird, am Abend des Vortags (Kapitel 1 Die Stille des Schnees) beginnt Ka mit seinen Recherchen: Er spricht mit dem stellvertretenden Polizeipräsidenten Kasım Bey (Kap. 2 Unsere Stadt ist ein friedlicher Ort), dem stellvertretenden Gouverneur und Familienmitgliedern der Selbstmörderinnen und erfährt von deren privaten und sozialen Problemen. Die religiös-politischen Aspekte der Islamisierung werden als von den Medien aufgebauscht dargestellt. So bewertet der Gouverneursvertreter die Tötungen als Auflehnung gegen die Rolle der Frau in einer patriarchalischen Gesellschaft: »Natürlich ist der Grund dieser Suizide das Gefühl extremen Unglücks bei diesen jungen Frauen […]«. Der Journalist der Grenzstadtzeitung Serdar Bey betont dagegen als tieferen Grund die „islamistische Bewegung“ als Folge der Unzufriedenheit vieler Jugendlicher mit korrupten Machtstrukturen (Kap 3: Gebt eure Stimme der Partei Allahs!).
In der Konditorei „Neues Leben“ macht Ka İpek einen Heiratsantrag (Kap. 4 Bist du wirklich wegen der Wahl und der Selbstmorde gekommen?) und wird Zeuge eines Attentats. Nach einer Diskussion über Säkularismus und Religionsgebot (Kap 5 Herr Professor, darf ich Sie etwas fragen?) erschießt ein Islamist den Direktor der Pädagogischen Hochschule, weil dieser die Kopftuch tragenden Mädchen vom Unterricht ausgeschlossen hat. Der Täter ist allerdings nicht der beschuldigte Lapislazuli, sondern ein, wie sich später herausstellt, 36-jähriger Teekoch aus Tokat.
Mit diesen Erlebnissen überschneiden sich im weiteren Tagesablauf Begegnungen mit religiösen Menschen. So wird der Dichter von den Koranschülern Necip (Kap. 7 »Politischer Islamist« ist ein Name, den uns Leute aus dem Westen und Säkularisten gegeben haben, Kap 12 Wenn es Gott nicht gibt, was ist dann der Sinn all der Qualen, die die Armen durchmachen?), der Ka seinen Science-Fiction-Roman zu lesen gibt, und Fazıl (Kap. 9 Verzeihung, sind Sie Atheist?) angesprochen, die im Islam eine Lebenshilfe und geistige Orientierung suchen, mit ihm über die Gefahren des Atheismus diskutieren und ein Treffen mit ihrem Führer Lapislazuli (Kap. 8 Selbstmörder sind Sünder) arrangieren, um ihm ihre Position und Perspektive auf die Ereignisse mitzuteilen. Die Kopftuchträgerinnen Kadife, İpeks Schwester (Kap. 13 Ich diskutiere meine Religion nicht mit einem Atheisten), und ihre Freundin Hande (Kap. 14 Wie schreiben Sie Gedichte?) sprechen beim Abendessen bei Turgut Bey über ihre Motive und die Repressionen, denen sie ausgesetzt sind.
Sowohl sein Freund Muhtar, der in der Istanbuler Zeit Gedichte nach westlicher Prägung geschrieben hat und nun als Mitglied der Wohlfahrtspartei für das Bürgermeisteramt kandidiert (Kap. 6 Liebe, Religion und Dichtung) wie auch dessen ehemalige Frau İpek empfehlen Ka einen Besuch beim Kurdenscheich Saadettin Cevher (Kap. 11 Gibt es einen anderen Gott in Europa?), der sie durch seine persönliche Ansprache und seelsorgerisch-einfühlsame Art wieder zur Religion zurückgeführt bzw. bekehrt hat. Auch Ka ist, von seinen utopischen Träumen in Orientierung an europäischen Vorbildern und dem Leben in der westlichen Zivilisation ernüchtert, nun für traditionelle und religiöse Lebensformen offen. Seine Gespräche mit Vertretern der verschiedenen Gruppierungen sind deshalb verbunden mit der Suche nach einem eigenen Schwerpunkt und, nach vierjähriger Schreibblockade, der Wiederentdeckung seiner dichterischen Kreativität (z. B. Kap. 10 Warum ist dieses Gedicht schön?) durch persönliche Begegnungen und die Beschäftigung mit der alten Kultur seines Landes. Er ist beeindruckt von der Tiefgründigkeit der jungen Menschen bei ihrer Kritik an den Machtstrukturen und der metaphysischen Sinnsuche. Bei Saadettin Efendi denkt er über den Weg zum persönlichen Glück nach: »Der Schnee hat mich an Gott erinnert […] daran […] wie geheimnisvoll und schön diese Welt ist, der Schnee, und dass zu leben eigentlich ein Glück ist.« Er schreibt ein Gedicht über die Existenz Gottes und glaubt, dass ihm Allah die neuen Gedichte geschickt hat. Im Volkstheater sagt er in einem Interview „Ich bin gekommen, weil ich sehr unglücklich war […] Hier bin ich glücklich“.
Am Abend eskalieren plötzlich die Ereignisse. Ka liest bei einer Veranstaltung im Volkstheater sein durch sein Gespräch mit Necip inspiriertes Gedicht „Der Ort, an dem Allah nicht ist“ vor und erlebt, wie sich aus dem kemalistisch-aufklärerischen Theaterstück der Gastspieltruppe Sunay Zaims über ein Mädchen, das seinen Schleier verbrennt (Kap. 17 »Vaterland oder Turban«), auf die Proteste der Koranschüler im Zuschauerraum ein Putsch des Geheimdienstlers Z. Eisenarm entwickelt (Kap. 18 Schießt nicht, die Gewehre sind geladen), der zuerst vom Publikum als Spiel angesehen wird. Scharfschützen schießen von der Bühne aus auf die Protestler. Koran-Schüler und andere Islamisten sowie kurdische Nationalisten werden verhaftet und gefangengesetzt, 29 von ihnen u. a. Necip, sterben, ein Ausgangsverbot wird verhängt, Panzer kontrollieren die Straßen und Soldaten besetzen den Fernsehsender (Kap. 19 Und wie schön fiel der Schnee).

#### Mittwoch
An diesem Tag kontrastieren die Entwicklung der politische Tragödie und Kas privates Glück: die Erwiderung seiner Werbung um İpek, obwohl sie noch an der Realisierung von Kas Zukunftsträumen zweifelt, und der Beginn einer sexuellen Beziehung mit ihr (Kap. 24 Ich, Ka). Der Dichter wird zu den neuen Befehlshabern Sunay Zaim und Z. Eisenarm geholt, wegen seiner von Spitzeln beobachteten und abgehörten Gespräche mit den Islamisten befragt (Kap 21 Aber ich erkenne keinen von ihnen) und muss den toten Necip als Kontaktmann zu Lapislazuli identifizieren. Bei diesen Verhören über die Änderung seiner politischen Haltung erfährt er, wie Sunay die Chance der Abwesenheit der Befehlshaber in der Stadt in diesen Tagen genutzt und mit Eisenarms Spezialteam und einigen Soldaten den Putsch inszeniert hat (Kap. 22 Ganz der Mann für die Rolle Atatürks). Hier (Kap 23 Allah ist gerecht genug, um zu wissen, dass das Problem nicht ein Problem des Verstandes und des Glaubens, sondern eines des ganzen Lebens ist) und in weiteren Gesprächen eröffnet sich eine Diskussionen über Tradition und Fortschritt, Atheismus und Religiosität, die Problematik des politischen Engagement im Spannungsfeld zwischen Moral und Machtposition. Dabei wird Ka mit den polaren Argumentationen konfrontiert: Einerseits warnen die Kemalisten (z. B. Sunay Zaim) und Z. Eisenarm vor einem terroristischen Fundamentalismus, der einen religiösen Staat nach iranischem Vorbild und das Verbot demokratisch-freiheitlicher Vorstellungen anstrebt. Das Militär sei auch für den Schutz der Intellektuellen, also auch für ihn, vor den Anschlägen der Fundamentalisten wichtig. Andererseits erlebt Ka die jungen Islamisten, die sich als Opfer sehen. Am Beispiel des Kopftuchverbotes in den staatlichen Schulen artikulieren sie (Kadife, Necip usw.) ihren Anspruch auf Ausübung ihrer Religion und kritisieren die Vorschriften und Repressalien eines Militär- und Geheimdienstsystems ebenso wie die Verdrängung der Traditionen, die ihrer Meinung nach zum westlichen Atheismus führt. Der Dichter gerät persönlich in dieses Spannungsfeld. Wie Sunay es ausdrückt, ist Kas „Verstand […] in Europa, sein Herz bei den Aktivisten von der Vorbeter- und Predigerschule, und in seinem Kopf geht es durcheinander.“
Entsetzt über die Brutalität des militärischen Vorgehens setzt Ka seine Kontakte mit den Islamisten fort. Kadife bringt ihn zu Lapislazuli (Kap. 25 Die einzige Zeit der Freiheit in Kars). Dieser möchte seine Stellungnahme gegen den Militärputsch in einer westlichen Zeitung veröffentlichen und Ka soll diese deutschen Journalisten übergeben (Kap 26 Unsere Armut ist nicht der Grund, warum wir Gott so sehr anhängen). Dieser schlägt jedoch vor, die Resolution nicht nur von Islamisten, sondern auch von anderen Oppositionellen unterschreiben zu lassen und entwickelt den Plan eines gemeinsamen Aufrufs in der Frankfurter Rundschau (Kap 26 Unsere Armut ist nicht der Grund, warum wir Gott so sehr anhängen) und einer Konferenz der Vertreter mit Lapislazuli, auf welcher der Text formuliert wird. Das Projekt ist für den Dichter nicht uneigennützig, er schlägt nämlich Turgut Bey als Teilnehmer für die Republikaner vor und hofft während dessen Abwesenheit und des Ringens der Teilnehmer um Positionen und entsprechende Formulierungen im Hotel Asia (Kap. 31 Wir sind nicht dumm, wir sind bloß arm) in seinem Hotelzimmer İpek lieben zu können. So geschieht es auch (Kap. 28 Was die Qual des Wartens von der Liebe trennt), sein Glücksgefühl ist allerdings verbunden mit einem Gefühl der Gefährdung und mit der Angst vor dem Verlust (Kap. 30 Wann sehen wir uns wieder?).
Durch seine Aktionen verstrickt sich Ka, der noch am Tag zuvor Turgut Bey bekannte, dass ihn „Politik […] überhaupt nicht [interessiere]“, immer mehr in die politische Auseinandersetzung. Er erfährt von Muhtar, dass in einem am nächsten Tag erscheinenden Zeitungsartikel (Kap. 33 Ein Gottloser in Kars) sein im Theater vorgetragenes Gedicht als gottloses Produkt eines Nachahmers des Westens kritisiert wird und man ihm den Vorwurf macht, Zwietracht zu säen. Er hat nun Angst vor einem Attentat auf ihn. Im Gespräch mit Serdar Bey am Familientisch Turguts versucht man ihn mit Hintergrundinformationen zu beruhigen: Der Artikel sei wegen der Abhängigkeit der Zeitung von den Abonnenten, v. a. staatlichen Amtsstellen, auf Weisung des Gouverneursamts geschrieben worden, was aber alle Leser wüssten.

#### Donnerstag
Ka wird am Morgen ins Hauptquartier zu Sunay bestellt. Der Schauspieler schlägt vor, den in der Nacht verhafteten Lapislazuli freizulassen, wenn Kadife in seinem Theaterstück nach Thomas Kyds „Spanische Tragödie“ mitspielt und ihr Haar entblößt. Ka soll als Vermittler beide überreden, dafür wird ihn Sunay vor den wegen des Zeitungsartikels über ihn erzürnten Islamisten beschützen (Kap. 34 Das akzeptiert Kadife nicht). In Gesprächen mit İpek, Kadife und Lapislazuli (Kap. 35 Ich bin niemandes Spitzel) überzeugt er sie gegenüber ihren Gewissenskonflikten mit seiner Überlebensstrategie. Auf die Frage »Was ist Glück?« erklärt Ka: »Eine Welt zu finden, in der du diese ganze Not, dieses Elend vergessen kannst. Jemanden zu schätzen wie eine ganze Welt...«. Nach Verhandlungen mit Oberst Osman Nuri Çolak, der den Islamistenführer erst nach der Aufführung freigeben will, und Sunay, welcher seinem Theaterstück Priorität einräumt und das Risiko des Wortbruchs Kadifes einzugehen bereit ist, wird Lapislazuli aus der Haft entlassen und kann untertauchen (Kap. 36 Sie werden doch nicht wirklich sterben, nicht wahr?). Dieser lässt Ka in sein Versteck holen, in dem er sich mit Hande aufhält, und teilt ihm seine Wünsche mit, dass Kadife nicht auftritt und Ka die im Hotel Asia verfasste Resolution in Frankfurt veröffentlicht (Kap. 37 Heute Abend sind Kadifes Haare der einzige Text). Z. Eisenarm hat von diesem Treffen erfahren und verhört den Dichter. Er möchte von ihm den Aufenthaltsort erfahren und erzählt ihm, dass İpek, wie Kadife jetzt, in der letzten Zeit ihrer Ehe mit Muhtar Lapislazulis Geliebte war (Kap. 38 Wir haben wirklich nicht die Absicht, dich zu betrüben). Obwohl Ka verprügelt wird, verrät er nicht das Versteck. Nach seiner Rückkehr ins Hotel spricht er sich mit İpek aus. Sie bittet ihn um sein Vertrauen und erzählt dem eifersüchtigen Ka ihre Geschichte und charakterisiert Lapislazuli als phantasievoll-kindlichen, mitleidigen Menschen, er sei kein Mörder. Sie und Turgut haben Angst um Kadife und bitten Ka, er solle sie überreden, nicht aufzutreten (Kap. 39 Die Freuden gemeinsamen Weinens). Er trifft das Mädchen bei der Bühnenprobe mit Funda Eser, überbringt die Nachricht (Kap. 40 Doppelagent zu sein ist sicher nicht leicht) und schreibt bald darauf sein letztes Gedicht »Der Ort am Ende der Welt«.
Hier enden Kas Aufzeichnungen. Der Schriftsteller Orhan versucht vier Jahre später bei seinem Aufenthalt in Kars die letzten Stunden Kas in der Stadt mit Hilfe von Gesprächen mit den Beteiligten zu rekonstruieren: İpek erhält einen Brief Kas vom Bahnhof, Soldaten zwängen ihn abzureisen, sie solle mit seinem und ihrem Gepäck zum Zug um halb zehn kommen. Sie bereitet alles vor, da bringt Fazil die Nachricht vom Tod Lapislazulis und Handes durch Eisenarms Kommando. Sie fährt nicht zum Bahnhof und bricht ihre Beziehung zu Ka ab, da sie vermutet, dass er Lapislazulis Versteck verraten hat (Kap. 42 Ich packe meinen Koffer). Diesen Verdacht verstärkt der Erzähler nach seinen Ortsbesichtigungen durch Interpretation der Gedichte: Er erkennt an deren Anordnung auf der Erinnerungsebene des Schneekristalls die Bedeutung des Schlaftrakts Necips als atheistischer Erlebnisraum, als „Der Ort, an dem Allah nicht ist“ und „Der Ort am Ende der Welt“, und erschließt daraus, dass Ka in dieses Zimmer ging, in dem nach dem Putsch Eisenarm residierte, und Lapislazuli denunzierte.
Währenddessen führt Sunay sein Theaterstück „Tragödie in Kars“ über die Spannung zwischen Tradition und Fortschritt am Beispiel einer Familie mit Aktualisierung durch Einbezug des Kopftuchstreits und der Selbstmorde der Frauen auf. Im 3. Akt bricht, wie bei der ersten Veranstaltung, in das Theaterspiel die Realität ein. Anstelle eines gespielten Theatertods inszeniert der Schauspieler sein eigenes Lebensende, indem er mit einem Taschenspielertrick unbemerkt echte Patronen in die Pistole steckt und sich von Kadife, die ihr Haar enthüllt hat, erschießen lässt. Zuvor hat er sich zur Revolution und seinem Scheitern bekannt (Kap. 43 Frauen begehen Selbstmord aus Stolz).

#### Orhans literarische Rekonstruktion
Der Schnee schmilzt in der Donnerstagnacht und über die freien Straßen rückt Militär in die Stadt ein und beendet den Putsch. Nach der Untersuchung eines Majors aus Ankara werden die Verantwortlichen bestraft und später begnadigt. Kadife, wegen fahrlässiger Tötung zu Haft verurteilt und vorzeitig entlassen, heiratet den vier Jahre jüngeren Fazıl, der nun beim TV-Sender arbeitet, und lebt mit ihm und ihrem Sohn Ömercan in Kars. İpek wohnt weiterhin bei ihrem Vater und führt mit ihm das Hotel „Schneepalast“ (Kap. 44 Heute mag Ka hier niemand mehr). Ka kehrt nach seinem Türkei-Abenteuer nach Frankfurt zurück, wo er vier Jahre später ermordet wird. 42 Tage später erforscht Orhan seinen Tagesablauf, seine Beziehungen und Lesereisen in Deutschland und sucht in seiner Wohnung nach Unterlagen, da das Manuskript für den kürzlich fertiggestellten Gedichtband „Schnee“ verloren ging. Er findet aber Reisenotizen, drei Hefte mit Gedicht-Interpretationen mit der Skizze des Schneekristalls und 40 nicht abgeschickte Briefe an İpek, in denen er sein „unerträgliche[s] Verlust- und Verlassenheitsgefühl“ beklagt (Kap. 29 Was mir mangelt).
Orhan will einen Roman über den Freund schreiben. Deshalb fährt er mit dem Bus nach Kars (Kap. 41 Jeder hat eine Schneeflocke, Kap. 44 Heute mag Ka hier niemand mehr), kommt dort abends an, wohnt im Hotel „Schneepalast“, wird von Turgut zum Essen eingeladen und folgt den Spuren Kas, er trifft die Zeitzeugen, informiert sich mit Ton- und Videobänder des TV-Senders über die Veranstaltungen und versetzt sich so sehr in die Erlebnisse des Freundes, dass er sich auch in İpek verliebt und sich mit ihr in der Konditorei „Neues Leben“ trifft. Fazıl ist sehr hilfsbereit bei der Suche nach Materialien und den Ortsbesichtigungen, z. B. dem Schlafraum der Koranschüler. Aber auf die Buchpläne des Erzählers reagiert er ablehnend: »Wenn Sie mich in einem Roman vorkommen lassen, der in Kars spielt, dann möchte ich dem Leser sagen, er soll nichts von dem glauben, was Sie über mich, über uns alle geschrieben haben. Keiner kann uns aus der Ferne verstehen.«

## Analyse

### Historischer Hintergrund

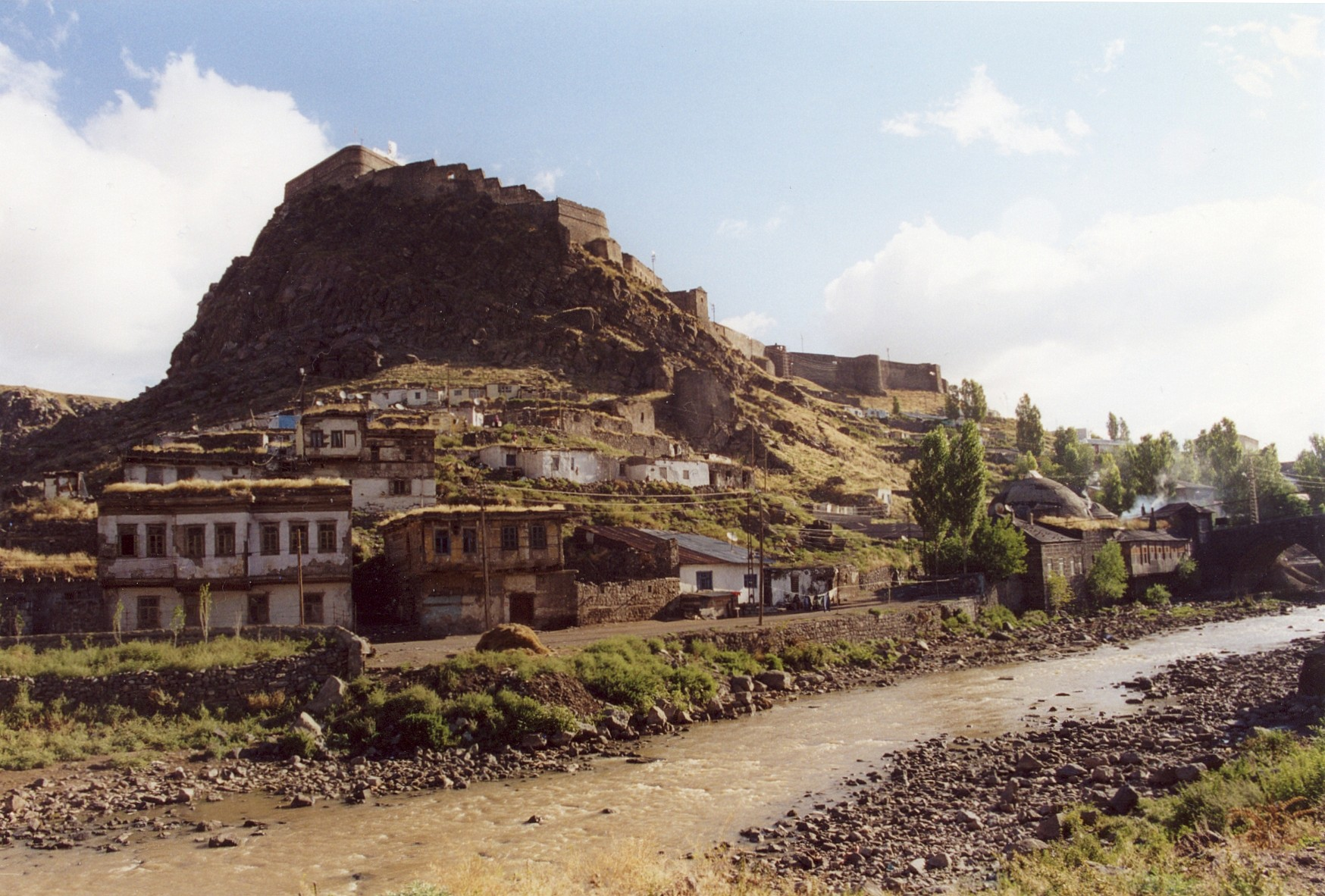
Der Fluss Kars am Fuße der Festung von Kars

Kars ist ein Ort mit wechselvoller Geschichte in der historischen Grenzregion zwischen Russland, dem Iran, Armenien, Georgien und der Türkei mit einer multikulturellen Bevölkerungsgeschichte aus Türken, Kurden, Armeniern, Griechen, Russen und anderen Minderheiten. Dabei sind diese Spannungen nicht einfach Geschichte, sondern hochaktuell. Aufgrund der Auseinandersetzung zwischen Armenien und Aserbaidschan sind die türkischen Grenzen zu Armenien geschlossen. Mit der in Kars allgegenwärtigen armenischen Geschichte wird ein Tabuthema der modernen Türkei angesprochen, der Völkermord an den Armeniern. Durch die Schließung der Grenzen zu Armenien ist dem einst blühenden Kars die wirtschaftliche Grundlage entzogen, spielen Schmuggel und Kriminalität eine gewisse Rolle. Ein anderes brisantes Thema ist die Auseinandersetzung des türkischen Militärs mit kurdischen Nationalisten. Orhan Pamuks offene Stellungnahme zu diesen Fragen ist der Grund für Anklagen gegen den Autor.
Ein anderes Spannungsfeld entwickelt sich zwischen den verschiedenen religiös orientierten Strömungen und den Abteilungen des kemalistischen Staatsapparats. Besonders in der Osttürkei finden sich zahlreiche Anhänger islamischer Bewegungen, besonders hier provozieren Regeln wie das Kopftuchverbot an Universitäten heftige Auseinandersetzungen.
Pamuk kann deshalb in Kars in klassischer zeitlicher und lokaler Begrenzung die Zerrissenheit der Türkei auf eine literarisch fassbare Weise entwickeln. Dabei wird keine Seite idealisiert, der Kritikansatz beruht vielmehr auf der Entmystifizierung der Menschen, die erst dadurch unmenschlich werden, dass sie sich zu Agenten von Strömungen machen lassen, die ihre wirklichen Probleme nicht repräsentieren. Aus der Perspektive des Dichters Ka, der die Ereignisse aus der Distanz des Westlers verfolgt und doch in sie verwickelt wird, werden die Hintergründe des politischen Engagements und der befremdlichen Positionen deutlich, die sich den unmittelbar in die Zwänge verwickelten Akteuren verbergen.

### Themen
Wie in allen Romanen Pamuks geht es auch in diesem Werk um die Spannungen in der Türkei zwischen Ost und West, zwischen den verschiedenen politischen und religiösen Strömungen und um die konfliktreiche Geschichte des Landes. Stärker als in den anderen Texten steht aber das unmittelbar Politische im Vordergrund.

#### Innenpolitische Konflikte
Die Momentaufnahme von Kars findet in einer Situation statt, in der die Gegenkräfte zum laizistischen türkischen Militär in der Defensive sind. Resignativ haben sich die gealterten Vertreter linker Gruppen an das System angepasst und können nur noch mit Zustimmung der nationalistischen Kurden einzelne Aktionen durchführen. Viele ältere Linke opponieren nur noch verbal, am Tisch mit Freunden oder in der Familie, während im Fernsehen eine Telenovela läuft. Besonders feindselig werden die Anhänger der PKK von den Behörden verfolgt, nur wenige wagen sich noch in den bewaffneten Widerstand. Als wichtigster Gegenpol zur westlich orientierten Türkei erscheinen die vielfältigen religiösen Strömungen von Gemäßigten, die einen Platz in der Politik und nach Kompromissen suchen, über sufistische Gruppen und Koranschulen bis hin zu Terroristen. Aber auch hier ist der Staat allgegenwärtig, hört ab, verhaftet und kontrolliert. Alle oppositionellen Gruppen sind mit Spitzeln durchsetzt, alle öffentlichen Räume werden abgehört.
Dennoch ist der Kampf nicht entschieden. So fest die Staatsorgane die Macht in der Hand halten, so wenig sind die Menschen davon überzeugt, dass dies in ihrem Sinne geschieht. Die Masse der Arbeitslosen, die kleinen Selbständigen, die Jugendlichen suchen in der Osttürkei nach neuer Orientierung, zunehmend bei islamischen Kräften.
Pamuk schildert aber nicht nur die politische Zerrissenheit der Türkei und die allgegenwärtigen Spannungen und Ängste, sondern auch Lebensklugheit und Mut der kleinen Leute. Die Überlebensstrategien der Figuren in grotesken Situationen, ihre äußerliche Anpassung an den Machtapparat und die Bespitzelung, ihre Flucht in eine fiktive Welt der mexikanische Fernsehserie „Marianna“ (Kap. 27 Halt durch, Mädchen, aus Kars kommt Hilfe!), die auch von den Geheimdienstlern und Polizisten konsumiert wird, und ihre Selbstzweifel (Kap. 31 Wir sind nicht dumm, wir sind bloß arm) schildert Pamuk mit seinem aus anderen Romanen bekannten Blick für skurrile (z. B. die Veranstaltung im Volkstheater mit den Sketchen Sunay Zaims, den Werbungsparodien Funda Esers und dem Auftritt des legendären Torwarts Vural in Kap. 15 oder das Ringen um eine Resolution in Kp. 31) und labyrinthische Strukturen und die Widersprüche der Welt. Er löst auf diese Weise die monolithischen politischen und religiösen Blöcke auf und zeichnet, z. T. in satirischer Zuspitzung, Menschen in ihren alltäglichen Schwächen und Stärken, ihren Sorgen und Verstrickungen (beispielsweise die vor den Veranstaltungen geschriebenen Artikel des Zeitungsherausgebers Serdar Bey).
Ein wichtiger Aspekt ist auch die widersprüchliche Haltung zum Militär. Bei aller Faszination für Freiheit und westliche Demokratie sind sie viele Menschen, auch Intellektuelle, doch erleichtert, dass das Militär den Islamisten Grenzen setzt, trotz der Scham, die diese Sicht bei Einzelnen erzeugt. Am Tag nach dem Putsch sieht Ka bei seinem Weg durch die Stadt die Menschen bei ihren gewöhnlichen Tätigkeiten, die Kinder spielen fröhlich im Schnee, niemand scheint gegen den Militärputsch zu sein, er spürt sogar eine „Stimmung eines Neuanfangs und der Abwechslung in der Langeweile des Lebens in der Luft.“ Sogar in Ka erweckt „diese Stimmung der Gleichgültigkeit“ „das Gefühl der Freiheit“ und er kauft am Imbiss „ein heißes Zimtgetränk und [trinkt] es mit Genuß.“ Die Atmosphäre des Gleichmuts der Brutalität des Militärs gegenüber erlebte er bereits am Vortag bei seinem Freund Muhtar, der „die Unbarmherzigkeit der Polizei und des Staates als etwas so Natürliches hinzunehmen [schien] wie einen Stromausfall“. Diese „natürliche Flexibilität“ besitzt Ka zwar nicht, aber er genießt die nach dem Putsch leeren, schneebedeckten Straßen: „Im toten Licht der blassgelben Straßenlaternen der Stadt sah alles so aus, als stamme es aus einem wehmütigen Traum, dass Ka sich schuldig fühlte. Andererseits war er dankbar für dieses stumme und vergessene Land, das ihn zu Gedichten inspirierte“. Die Ambivalenz in sich fühlt er auch auf dem Weg zum Leichenschauhaus, wo er den toten Necip identifiziert: „Ein Teil seines Verstandes sagte ihm, dass er sich insgeheim freute, dass es einen Putsch des Militärs gegeben hatte und das Land nicht den Islamisten überlassen wurde. Deshalb schwor er sich, um sein Gewissen zu erleichtern, nicht mit der Polizei und der Armee zusammenzuarbeiten.“
Diese paradoxe Haltung der Intellektuellen durchzieht leitmotivisch den Roman, konzentriert in der Figur des Schauspielers Sunay Zaim, der trotz seiner elenden Lage die kemalistische Staatsideologie wie in den Propagandafeldzügen vergangener Zeiten vertritt. Die Geschichte kehrt hier als Farce wieder, Sunay als Operettendiktator für drei Tage erscheint als Zerrbild Atatürks, dem er darstellerisch nacheifert, was ihm oft zur Posse gerät. Sunay selbst inszeniert sich als Diktator und weiß um die Grenzen dieses Vorhabens. Unter Berufung auf Hegel argumentiert er, dass „wie das Theater die Geschichte bestimmten Menschen eine Rolle zuweist [und nur] die Mutigen ihren Auftritt haben“. Er sieht nun im von der Außenwelt abgeschnittenen Kars die Chance, ein einziges Mal die Herrscherrolle einzunehmen, d. h. Geschichte selbst zu inszenieren.
Der Kopftuchstreit konzentriert die Auseinandersetzung in der Türkei auf ein sichtbares Kennzeichen. Pamuk zeigt auf, wie die Zahl der Verschleierten in der Türkei als Gradmesser für die nicht vorhandene Emanzipation der Frauen bzw. für ihre religiösen Freiräume erscheint. Der Roman Schnee reflektiert beide Seiten, einmal die Protesthaltung der Jugendlichen gegen staatliche Kleidervorschriften und Überwachung der Privatsphäre sowie die Eingriffe in religiöse Bekenntnisse, zweitens die zerstörerische Wirkung dieses Streits auf die Frauen, die zu Symbolfiguren für die politische Haltung ihrer Männer instrumentalisiert werden. In dieser Situation wird jedes Kleidungsstück, beabsichtigt oder unbeabsichtigt, zum Symbol. Dass dieser Konflikt wesentlich politisch und weniger religiös motiviert ist, demonstriert der Roman bis in die psychologischen Details: Ipek traut sich nicht, ihre modischen westlichen Kleider in Kars zu tragen. Die Kopftuch tragenden Mädchen Hande und Kadife sind beide in den Islamistenführer Lapislazuli verliebt und Kadife muss erfahren, wie ihr Geliebter ihr je nach seiner Sicherheitslage seine Wünsche mitteilt, ob sie auf der Bühne ihr Haar zeigen soll oder nicht, d. h., dass sie in ihren Entscheidungen nicht autonom ist, sondern beeinflusst wird.

#### Ost und West
Ein zentrales Thema ist wie in allen Romanen Pamuks das Spannungsfeld zwischen Ost und West. Als Hauptmerkmal des Westens erscheint dabei eine entwickelte Individualität, die nicht nur positiv, sondern auch in ihrer Vereinsamungstendenz gezeichnet wird. Pamuk beleuchtet dabei die Kommunikationsprobleme westlich orientierter Menschen mit den Menschen in der Osttürkei, die fest in ihren Gemeinschaften verwurzelt sind und nicht in der Lage sind, Probleme abstrakt und außerhalb von Gruppenkontexten wahrzunehmen. Dabei sind sich diese Figuren durchaus bewusst, dass dies von außen als Dummheit und Beschränktheit wahrgenommen wird. Sie wehren sich gegen diese Vorwürfe, indem sie darauf hinweisen, dass aus westlicher Sicht jede Art der Armut als Ausdruck von Dummheit erscheine, als Wirkung mittelalterlicher und ungebildeter Ansichten. In der Lebenswelt der Menschen ergeben ihre Gedanken durchaus Sinn, auch wenn sie aus westlicher Sicht beschränkt und naiv wirken (Kp. 31 Wir sind nicht dumm, wir sind bloß arm). Die Bewertung Europas ist in einer Mischung aus Bewunderung und Ablehnung durchaus ambivalent. In ihren Diskussionen mit Ka offenbaren beispielsweise Lapislazuli und Kadife (Kp. 26 Unsere Armut ist nicht der Grund, warum wir Gott so sehr anhängen) ein Schablonenbild vom westlichen Leben, das um die von Ka in einer Mischung aus Wunschtraum und Parodie erfundene Figur des deutschen demokratischen, gebildeten, breitschultrigen, blonden und gutaussehenden Journalisten Hans Hansen von der Frankfurter Rundschau erweitert wird, der mit seiner blonden und schönen Frau Ingeborg und den ebenso gestalteten Kindern glücklich, in einem schönen, hellen Haus mit einem Garten wohnt und vermutlich mit freundlichem Mitleid auf die Türken blickt, was nach Lapislazulis Meinung eigentlich deren Stolz beleidigen müsste. Aber Ka erwidert: „Sie waren sehr ernsthaft. Vielleicht waren sie deswegen glücklich. Das Leben ist für sie eine ernste Sache, für die man Verantwortungsgefühl braucht. Nicht wie bei uns, wo es entweder ein blindes Bemühen ist oder eine bittere Prüfung. Aber diese Ernsthaftigkeit war etwas Lebendiges, etwas Positives.“
Doch Kas Scheitern zeigt auch, dass es nicht möglich ist, sich mit einer individualistischen Glücksperspektive, die sich bewusst von allen Gemeinschaften abgrenzen will, in einer solchen Umwelt sozial zu integrieren. So veraltet und teilweise absurd, wie die vorhandenen Strukturen auch aus der Außensicht wirken, sind sie doch Überlebensvoraussetzungen in einer zerrissenen, gewalttätigen Welt.
Die inneren Widersprüche dieser Gesellschaft sind in Pamuks Roman durch das Individuum nicht aufzulösen. Die Menschen müssen sich in dieser Umwelt durch Kompromisse behaupten. Die Islamisten arrangieren sich immer wieder neu mit dem Militär, der westlich orientierte Turgut Bey hat Angst, dass seine Tochter, wenn sie demonstrativ das Kopftuch ablegt, in die Schusslinie der radikalen Moslems gerät. Viele der Akteure lavieren zwischen den verschiedenen Gruppen, vom Sozialisten, der heimlich mit dem Militär kooperiert, bis hin zum Predigerschüler voller Gotteszweifel und einem Faible für die westliche Science-Fiction-Literatur. Dabei entstehen Figuren von einer eigenartigen Menschlichkeit, etwa der Spitzel Saffet (32. Kp.), der nur Informationen weitergibt, die den Belauschten nicht allzu sehr in Bedrängnis bringen.

#### Formen der Religiosität
Das Bekenntnis zu Allah ist für die meisten Menschen in Pamuks Roman nicht wesentlich ein individueller Akt der Religiosität, sondern der Entschluss, sich einer religiösen Gemeinschaft anzuschließen. Insofern gelingt es Ka, der in der märchenhaften Schneewelt des Romans immer wieder Glaubensmomente erlebt, nicht, als Gläubiger akzeptiert zu werden. Sie spüren seine innere Distanz zur politisierten Volksgläubigkeit und behandeln ihn als Atheisten, ohne die Zeichen seines Interesses an Gott überhaupt ernst zu nehmen.

#### Der Kopftuchstreit

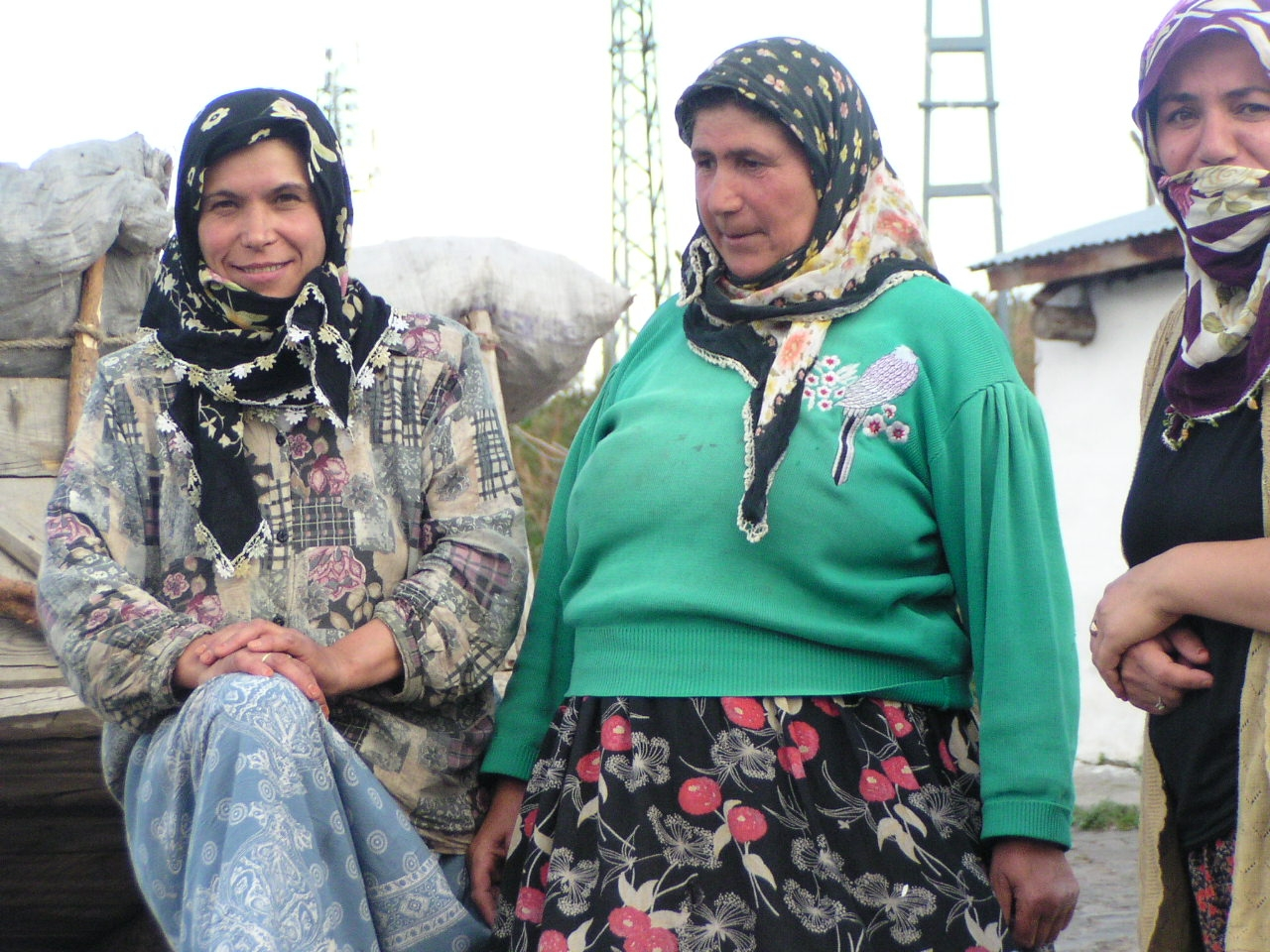
Frauen mit Kopftuch in der Nähe von Kars

Die Selbstmorde der Kopftuch tragenden Mädchen irritieren sowohl religiöse als auch staatliche Stellen. Für die Islamparteien ist der Selbstmord ein gotteslästerlicher Akt, auch wenn er im Namen der unterdrückten Religion geschieht. Die staatlichen Stellen organisieren eine Kampagne gegen die Selbstmorde, aber auch der Terrorist Lapislazuli ist angereist, um gegen die Selbstmorde etwas zu unternehmen. Im Roman werden die Selbstmorde zum Anlass, die Situation der Frauen und Mädchen in den türkischen Familien und gesellschaftlichen Gruppen zu reflektieren.
Hande, eines der Kopftuch tragenden Mädchen, formuliert es so: »Für eine ganze Menge Mädchen in unserer Situation bedeutet der Wunsch, sich umzubringen, die Kontrolle über den eigenen Körper zu haben. Mädchen, die verführt worden sind und ihre Jungfräulichkeit verloren haben, und Jungfrauen, die mit einem Mann verheiratet werden sollen, den sie nicht wollen, bringen sich alle aus genau diesem Grund um.«
Die Schilderung der Lebenssituation der Kopftuch tragenden Mädchen ist vielleicht einer der bedrückendsten Momente des Romans. Dem Westler Ka fällt vor allem der Mangel an Privatleben auf, der die Mädchen zwingt, diese einsame Tat mitten in der Familie durchzuführen. Sie stehen unter totaler gesellschaftlicher und familiärer Kontrolle, allein das von einem Lehrer in die Welt gesetzte Gerücht, eine der Selbstmörderinnen sei nicht mehr Jungfrau, hatte sie in der Welt von Kars vollständig isoliert. (Kp. 2 Unsere Stadt ist ein friedlicher Ort). Der Druck von Seiten der Gesellschaft, das Kopftuch abzulegen und der Druck der Familie und islamischer Gruppen, sich zu verschleiern, erzeugen eine Zerrissenheit, die die Mädchen verzweifeln lässt.
Es erscheint einigen islamorientierten Figuren im Roman unglaubwürdig, dass ein Atheist ohne Hoffnung auf die göttliche Kraft lebensfähig sein könnte. Zugleich ist aber auch der Glaube der frommen Koranschülern nicht frei von Zweifeln. Necip hört beispielsweise eine innere Stimme, die ihm zuflüstert, nicht an Gott zu glauben. Aber mit verzweifelter Entschlossenheit hält er an seinem Glauben fest, denn der Gedanke, dass es Gott nicht gäbe, erinnert ihn an die Angst in seiner Kindheit, wenn er sich fragte, „was [er] tun sollte, wenn [seine] Mutter und [sein] Vater stürben“: „Denn an die Existenz eines Dings mit solcher Inbrunst zu glauben geht nur, wenn man einen Zweifel, eine Sorge hat, dass es nicht existiert“.
Ein anderer Aspekt ist die Darstellung der Strategien der islamischen Gruppen durch den Journalisten Serdar Bey: Sie bringen den Armen Geschenke, Männer sprechen mit den Männern, Frauen mit den Frauen. Und sie sind „fleißiger, ehrlicher und bescheidener als alle anderen“. Der Scheich des Derwisch-Konvents küsst Ka, der sich betrunken zu ihm wagt, die Hände, sieht in dem Dichter so etwas wie einen Sufi. Im Sufismus findet Ka am ehesten einen Zugang zur Religion, das grüne Heft, in das er seine Gedichte schreibt, scheint ihm von Gott gegeben. Die Wiedergewinnung seiner dichterischen Kreativität in Kars sieht er als eine religiöse Inspiration an: „Wenn ich spüre, dass mir ein Gedicht einfällt, bin ich voller Dankbarkeit für den, der es mir schickt, denn dann erfüllt mich großes Glück. […] Es ist Allah, der mir das Gedicht schickt“, sagte Ka auf einmal inspiriert.
Dieses Glücksgefühl ist bei jedoch mit Angst verbunden und diese besondere spiritistische Stimmung überträgt sich auch auf die anderen Teilnehmer der Tischrunde in Turguts Wohnung, auf die Hausangestellte wirkt er sogar wie ein Erleuchteter. Sie „berichtete, dass ein Licht in dem Raum erstrahlt sei, das alles in seinen Glanz getaucht habe. In ihren Augen war Ka schon von diesem Tag an vom Nimbus eines Heiligen umgeben. Einer im Raum hatte in diesem Moment wohl gesagt: »Ein Gedicht muß ihm geschickt worden sein!« und darauf reagierten alle mit noch größerer Aufregung und Furcht, als wenn eine Waffe auf sie gerichtet worden wäre.“

#### Liebe
Es ist die Liebe zu İpek, die Ka nach Kars bringt, seine Aktionen dort motiviert, es ist die Liebe zu Lapislazuli, die İpek und ihre Schwester Kadife bewegt. Muhtar versucht als Führer der gemäßigten Islampartei, İpek für sich zurückzugewinnen. Die Koranschüler verehren die Kopftuch tragenden Mädchen in einer Art traditioneller Minne, schwärmen und träumen von ihnen, ohne sie zu kennen. Kadife erzählt Ka von der Meinung Lapislazulis über ihn: »Sie sollen ein Sufi sein […] er glaubt, Allah habe Sie von der Geburt bis zum Tode unschuldig geschaffen.« Pamuk legt hier eine Verbindung zwischen Ost und West offen, die sein gesamtes Werk durchzieht. Die westlichen Konzepte der romantischen Liebe und Ritterlichkeit sind stark vom Sufismus inspiriert, ebenso wie die ältere westliche Literatur von uralten Sufi-Geschichten. Aus dieser Sicht kann man auch den Roman Schnee in der sufistischen Tradition sehen, als Sammlung von Geschichten, die den einzelnen und seine Entwicklung, seine Beziehungen zu anderen Menschen und letztlich zu Gott thematisieren.
Für Ka ist die Liebe Emotion und Konstrukt zugleich. Sein Plan, İpek die Ehe anzutragen, obwohl er sie kaum kennt und seit Jahren nicht gesehen hat, hat für ihn etwas auf peinliche Weise Traditionelles. Aus dem Konstrukt wird Emotion und Ka bekommt es mit der Angst zu tun: „Ka spürte […] mit Schrecken, dass er İpek liebte und dass diese Liebe den Rest seines Lebens bestimmen würde.“ Ka schwankt zwischen tiefer Verliebtheit und Zweifeln, sein Glaube an die geheime Symmetrie der Welt lässt ihn in Momenten des Glücks befürchten, dass der Ausgleich an Unglück ebenso massiv ausfallen könnte, und der Verlauf des Romans bestätigt dies.
Wie in Cevdet und seine Söhne, Das stille Haus, Das neue Leben, Rot ist mein Name, Das Museum der Unschuld erfüllt sich die Sehnsucht der Protagonisten nach der vollkommenen Liebe in Gestalt einer bzw. eines Geliebten nicht. Auch in Schnee bilden sich Reihen einseitiger Beziehungen und nicht erfüllter Wünsche: So konzentrieren sich die Gefühle Muhtars, Kas und, in Reproduktion des Freundes und nicht ganz ernst gemeint, wie seine Gesprächspartnerin kommentiert, Orhans auf İpek. Fazil und Necıp wiederum verehren Kadife. Beide Frauen erblicken jedoch das Ideal in Lapislazuli, der immer wieder wie ein irrealer Märchenheld aus der Ferne auftaucht und verschwindet. So verbindet sich auch in Schnee der Schmerz unerwiderter Liebe und das Bewusstsein der Unerfüllbarkeit der Wünsche eines Lebens in vollkommener transzendenter Harmonie mit Melancholie. Entweder passen sich die Menschen beruflich und privat an die Spielräume der Realität an, wie Kadife und Necıp, der mit seiner Situation als doppelter Stellvertreter nochmals durch die Lektüre der Briefe seines Freundes Fazil an die ehemalige Geliebte Lapislazulis konfrontiert wird, oder sie resignieren und verzichten nach vergeblichen Versuchen endgültig auf Partnerschaften wie İpek und Ka. Die Bedeutung dieser Thematik akzentuiert der Autor nochmals durch einen literarischen Hinweis am Romanende. Turgut Bey schenkt Orhan am Bahnsteig zum Abschied die von ihm in seinen Gefängnisjahren ins Türkische übersetzte Novelle Erste Liebe des russischen Schriftstellers Turgenjew, die von einer unerfüllten Jugendliebe handelt.
Nach der Flucht aus Kars fällt Ka in die Einsamkeit des deutschen Exils zurück, von der großen Liebe seines Lebens bleibt ihm nur ein erbärmlicher Konsum von amerikanischen Pornofilmen mit einem Star Melinda, der İpek entfernt ähnlich sieht.
Die Liebe wirkt angekränkelt in der schlammigen Welt von Kars, es sind verkitschte Gefühle, die die Menschen bewegen. So eint die Begeisterung für eine mexikanische Telenovela alle politischen Fraktionen, zur Sendezeit sind die Straßen wie leergefegt. Nur selten gelingen Momente wirklicher Begegnung. İpeks Forderung an Ka ist einfach: »Sei du selbst!«, aber ebendiese Forderung kann Ka, der Heimatlose zwischen allen Welten, nicht erfüllen. In den Zufällen des Lebens gelingt die Liebe nur in isolierten Momenten, etwa wenn Ka İpek erklärt, warum er sie liebt, obwohl er sie gar nicht kennt: »Weil du schön bist … Weil ich davon träume, mit dir glücklich zu sein … Weil ich dir alles sagen kann, ohne mich zu schämen. Ich stelle mir dauernd vor, wie wir uns lieben.«
Zwischen den Schwestern Kadife und İpek besteht eine geheime Rivalität um die Liebe Lapislazulis. Ka ahnt lange nicht, dass auch İpek in dieses Spiel verstrickt ist. Dennoch spürt er das Eigennützige in Kadifes Versuchen, die Beziehung zwischen Ka und İpek zu fördern. Wenn Kadife behauptet »Jede jüngere Schwester möchte, dass ihre ältere Schwester glücklich wird«, spürt der Dichter die Konkurrenzgefühle zwischen den Frauen und erahnt die „zwischen allen türkischen Geschwistern tiefe Abneigung und erzwungene Solidarität“.
Die Liebe steuert immer wieder die Aktionen der Handelnden bis hin zur Absurdität. Nachdem İpek Ka beteuert hat, sie könne nicht mit ihm schlafen, solange ihr Vater im Haus sei, konstruiert Ka ein Treffen aller Oppositionellen, bei dem İpeks Vater die Demokraten repräsentieren solle, mit dem Ziel, eine Erklärung zum Militärputsch in der Frankfurter Rundschau zu veröffentlichen. Er erfindet dazu die Figur eines engagierten deutschen Journalisten, des blonden und blauäugigen Hans Hansen (Anspielung auf Thomas Manns Tonio Kröger), dessen Äußeres er dem Verkäufer nachempfindet, der ihm in Deutschland seinen grauen Mantel verkauft hat.

### Literarische Form
Abgeschottet von der Außenwelt durch den Schnee, stehen sich die politischen Kräfte der Türkei in einem isolierten Mikrokosmos gegenüber. Durch die klassische räumliche und zeitliche Begrenzung des Geschehens werden die politischen und religiösen Strömungen an einzelnen Menschen demonstriert, deren individuellen Schicksalen und Motiven der Roman nachgeht.

#### Bezüge zu Kafkas Romanen
Kerim Alakuşoğlu, kurz Ka, heißt der Held von Schnee und diese Abkürzung erinnert an die beiden Protagonisten „K“ der Romane Der Prozess und Das Schloss von Franz Kafka, die sich bei ihren Orientierungsversuchen immer mehr in labyrinthische Strukturen verirren. Vor allem der erste Satz des Schloss-Romans erinnert an Kas Reise in die abgelegene Provinzstadt: „Es war spätabends, als K ankam. Das Dorf lag in tiefem Schnee. […] Nebel und Finsternis umgaben ihn […] und [er] blickte in die scheinbare Leere empor“. Bei Pamuk heißt es ähnlich: „Als der Bus […] um zehn Uhr abends in die schneebedeckten Straßen von Kars einbog, erkannte Ka die Stadt überhaupt nicht wieder. […] Unter dem Schnee war alles wie ausgelöscht, wie verloren.“ In beiden Romanen schließt sich eine Odyssee sowohl des Landvermessers K. wie auch des Dichters und Journalisten Ka durch die fremde Umwelt an, die zu erkunden ihr Auftrag ist. Dabei verlieben sie sich, das ist eine weitere von vielen Ähnlichkeiten, in Frauen mit für die Protagonisten undurchsichtigen gesellschaftlich-privaten Beziehungen. Einen Hinweis auf diesen literarischen Bezug könnte man auch im Wortspiel mit dem Namen der Kafkas Üniversitesi (deutsch: Kaukasus-Universität) der Stadt sehen.
Wer Pamuks Texte kennt, weiß, dass die Lautähnlichkeit kein Zufall ist, ebenso wie der Name des Erzählers und Romanciers „Orhan“, der den Spuren seines toten Dichterfreundes Ka nachgeht. „Ka“, der Name der Hauptperson, „Kar“, der Schnee, und „Kars“, der Ort des Romans, bilden einen poetischen Dreiklang und erinnern an Kafkas „K“.

#### Erzähler
Erzähler des Romans ist der „Romancier“ Orhan, der die Reise seines toten Dichterfreundes Ka recherchiert hat und im Verlaufe des Romans immer mehr in dieser Rolle in Erscheinung tritt, v. a. wenn er bei seinen Reisen nach Frankfurt und Kars den verschiedenen Spuren nachgeht. Dabei folgt er den Stationen des Dichters während seines dreitägigen Aufenthalts, zeichnet er Äußerungen der Akteure auf, lässt Figuren des Romans miteinander sprechen und präsentiert Ton- und Video-Dokumente. In den Anfangskapiteln begleitet der Ich-Erzähler das Erlebens Kas wie ein allwissender Erzähler, der gelegentlich auch vom früheren Leben Kas berichtet. Im Zuge der Ereignisse greift der Erzähler zunehmend ein: zuerst durch Erklärungen zur Herkunft der Informationen (z. B. Witwe des Direktors der Hochschule) und Vorausdeutungen, später als handelnde Figur, die selbst nach Frankfurt und Kars gereist ist, um die letzten Lebensjahre seines Dichterfreundes nachzuzeichnen. Dabei übernimmt Orhan auch die Rolle eines Detektivs, um dem Verdacht İpeks, Ka sei an der Ermordung Lapislazulis beteiligt gewesen, nachzugehen und ihn durch eine Indizienkette zu bestätigen.
Die Multiperspektivität des Romans, mit der sich Pamuk in der Tradition Dostojewskis sieht, stellt der Autor auch durch andere Mittel dar, etwa durch Materialien wie fiktive Beiträge der lokalen Zeitung, Seiten aus den Aufzeichnungen Kas, Gesprächsmitschnitte des Geheimdienstes und Fernsehberichte von den Ereignissen. Die Rolle des recherchierenden und berichtenden Erzählers und Autors bewirkt den Eindruck einer Realität der fiktiven, teilweise operettenhaft phantastischen und irrealen Ereignisse. Da gibt es etwa den Chef der „Grenzstadtzeitung“, Serdar Bey, der die Berichte zu den Ereignissen verfasst, bevor sie geschehen, da gibt es von einem Regisseur inszenierte Theateraufführungen mit Grenzüberschreitungen zur Realität, die zum Tod vieler Menschen führen.

#### Leitmotiv Schnee
Leitmotiv des Romans ist der Schnee, der Kars von der Außenwelt abschneidet. Für Ka ist die Individualität der Schneekristalle Vorbild der menschlichen Originalität, die Gedichte, die er in Kars schreibt, ordnet er in seinen Aufzeichnungen nach dem Muster eines Schneekristalls an (Abb. im 29. Kapitel). Auf den Achsen der „Erinnerung“, der „Phantasie“ und der „Vernunft“ findet er die Elemente seiner Persönlichkeit wieder. Ka folgt hier einem Schema Francis Bacons aus dem zweiten Buch von „De Dignitate“, in dem das menschliche Wissen in die drei Grundkategorien Geschichte, Poesie und Philosophie eingeteilt wird.
Wie das Fallen einer Schneeflocke will der Erzähler das Leben seines Freundes Ka bis zum Tod verfolgen, die Schneeflocke wird in ihrer einmaligen Schönheit zugleich auch zur Metapher für Vergänglichkeit. Aus Kas Sicht hat diese Perspektive etwas Fatalistisches, trotz immer wieder neuer Anläufe fehlt ihm der Mut, sein Schicksal wirklich in die Hand zu nehmen. Es steckt tiefe Resignation in Kas Selbstbild: „Was tue ich auf dieser Welt? dachte Ka. Wie hilflos die Schneeflocken aus der Entfernung aussehen! Wie armselig ist mein Leben! Der Mensch lebt, verfällt, vergeht. Er dachte, dass er einerseits verging, andererseits existierte. Er liebte sich selbst, verfolgte den Weg, den sein Leben nahm, wie eine Schneeflocke mit Liebe und Trauer.“
Der Schnee verdeckt aber auch die Armut von Kars, überzieht alles mit einer leuchtenden Schönheit, dämpft die Geräusche des Militärputsches. Alle Ereignisse erhalten durch den Schnee etwas Märchenhaftes, Irreales: „Mehr noch, die gleiche Blindheit, die ihn zwang, seine Augen auf den draußen fallenden Schnee zu richten, umfing wie eine Art Tüllvorhang, wie Schneestille sein Hirn; und sein Verstand, sein Gedächtnis verweigerten sich nun den Armuts- und Elendsgeschichten.“
Schnee repräsentiert für Ka auch „Freude und Reinheit aus seiner Kindheit“. Auf der Suche nach dem Glück fällt „der Schnee einmal im Leben auch in unseren Träumen“, schreibt er in einem frühen Gedicht. Ka sucht nach dem Tode seiner Mutter in İpek auch die mütterliche Liebe.
Der Schnee schneidet Kars von der Außenwelt ab, verbindet jedoch zugleich die Menschen; Kadife hat, wie sie es im ersten Gespräch mit Ka formuliert, das Gefühl „als ob der Schnee auf alle Feindschaft, Begierde und Haß sinke und die Menschen einander annähere.“

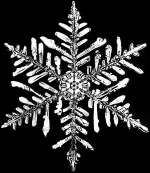
Schneekristall

Die Schneekristalle verkörpern eine geheime Symmetrie des Lebens, der Ka nachspürt und in der er Allah sieht. Er glaubt an ein Gleichgewicht von Glück und Unglück im Leben. Obwohl er seiner westlichen Perspektive treu bleibt, sieht er immer wieder deren Einseitigkeit und die Gefahr seiner individuellen Isolierung und er sucht nach dem Gefühl der Gemeinschaft auf dem Weg zurück zu Allah: „Unter dem dichten Schneetreiben draußen empfand Ka, wie fremd er in Kars war […] aber das Gefühl hielt nicht lange an. Er überließ sich dem Glauben an sein Schicksal, spürte intensiv, dass das ihm logisch unzugängliche Leben eine geheime Geometrie hatte, empfand eine tiefe Sehnsucht, diese Logik zu begreifen und glücklich zu sein, fand sie aber zu diesem Zeitpunkt nicht stark genug.“ Auf seinem Weg zum Theater fällt der „Schnee […] mit einer magischen, geradezu heiligen Lautlosigkeit, es war nichts zu hören als der gedämpfte Ton seiner Schritte […]. Es war, als sei das Ende der Welt gekommen, als richte das ganze Universum, alles, was er sah, seine ganze Aufmerksamkeit nur auf das Fallen des Schnees.“
Es ist die Magie dieses Bildes, die die zerrissenen Elemente der Welt zusammenhält. Kas vielfältige und diffuse Eindrücke und Erlebnisse in Kars finden so eine Ordnung.

#### Farbsymbolik
Ein anderes typisches Stilmittel Pamuks ist das Aufbauen einer Symbolik von Farben und Licht. Vom Schnee geht ein Leuchten aus, das auch Personen ausstrahlen können: Die verliebte İpek, den Dichter Ka, dem ein Gedicht gelingt, den mystischen Scheich Saadettin Effendi vom Derwischkonvent kennzeichnet ein Licht, das fasziniert und andere Menschen anzieht. Die Lichtmetaphorik verweist zugleich auf andere Werke Pamuks, vor allem auf den Roman Das neue Leben.
Wie dort das Buch den Leser fasziniert und erleuchtet, sind es hier Menschen mit einer besonderen Ausstrahlung, die neue Wege eröffnen. Das neue Leben mit all seinen Hoffnungen auf eine gemeinsame Zukunft mit İpek wird dabei melancholisch ironisiert, nie ganz ernst genommen, etwa beim Tee Kas und, in seiner Nachfolge, Orhans in der Konditorei mit dem Namen „Neues Leben“ oder bei der nüchternen Analyse der Wirkensmechanismen des Scheichs durch İpek.
Das bläuliche Licht des Schnees vermittelt etwas Mächtiges, eine kühle Eleganz, ebenso wie die strahlend blauen Augen und der Name Lapislazulis sowie die Lichter der Polizeifahrzeuge. Positive Gegenwelten kennzeichnen leichte Rot- und Brauntöne, das rosa Schild des Hotels, das İpeks Vater betreibt, das orange Licht der Lampen im hellen Haus des erfundenen deutschen Gastgebers Kas, die riesigen braunen Augen İpeks.
Grün ist nicht nur das Gedichtheft Kas, dem vergeblich nachgespürt wird, es sind auch die riesigen grünen Augen Necips, des Koranschülers, der Ka durch seine ehrliche Menschlichkeit anzieht und fasziniert. Marianna, die Heldin des Fernsehmelodrams, das ganz Kars begeistert, hat riesige grüne Augen. Das schöne Mädchen auf der Istanbuler Prinzeninsel Büyükada, das Ka nicht vergessen kann, hat ebenfalls grüne Augen. Grün erscheint im islamischen Kontext als Farbe des Glaubens, dennoch assoziiert Ka in seinen Erinnerungen eher die Zufälligkeit des Lebens und seiner Begegnungen mit dieser Farbe.
Lila ist der „Ort, an dem Allah nicht ist“, zugleich aber auch die Farbe von Kadifes Mantel, die aus Liebe zu Lapislazuli in die Rolle der führenden Islamistin schlüpft, zugleich aber sehr selbstbewusst und emanzipiert ihre Lebensträume verwirklicht und durchsetzt.
Das Leuchten des Schnees enthält aber alle Farben zugleich.

#### Der Ort, an dem Allah nicht ist
Auf wiederholtes Drängen Kas schildert der Koranschüler Necip seine Vision eines seltsamen Ortes am Ende der Welt: „Ich schaue auf diese Szenerie während der Nacht, in der Dunkelheit, aus einem Fenster hinaus. Draußen sind zwei weiße Mauern, hoch und ohne Fenster, wie die Mauern einer Burg. Wie zwei Burgen, die sich gegenüberstehen. Ich schaue furchtsam in den engen Abgrund zwischen ihnen, der sich als eine Art enger Gasse vor mir hinzieht. Die Gasse an dem Ort, an dem Allah nicht ist, ist wie in Kars schneebedeckt und schlammig, aber ihre Farbe ist lila. In der Mitte der Gasse, ist etwas, das 'Halt!' zu mir sagt, aber ich schaue bis ans Ende der Gasse, an das Ende der Welt. Dort steht ein Baum, ein nackter Baum ohne Blätter. Weil ich ihn anschaue, beginnt er sich auf einmal zu röten und Feuer zu fangen. Dann kommt in mir ein Schuldgefühl auf, weil ich auf den Ort, an dem Allah nicht ist, neugierig war. Daraufhin nimmt der rote Baum wieder seine alte dunkle Farbe an.“
Necip schildert diese Vision kurz vor seinem Tod. Durch eine Vorausdeutung weiß der Leser dies: „Er machte seine Augen weit auf, von denen eines in sechsundzwanzig Minuten zusammen mit seinem Gehirn zerfetzt werden sollte.“. Das klassische Horrormotiv des zerfetzten Auges, die Situation kurz vor dem Militärputsch und Necips sinnlosem Tod machen dieses eindringliche Bild zu einer zentralen Stelle im Roman.
Die einzelnen Elemente dieser geheimnisvollen Metaphorik eröffnen ein weites Feld von Assoziationen und Fragen: Ist es der Baum der Erkenntnis, der Sündenfall, der hier reaktualisiert wird? Vielleicht gar der brennende Dornbusch, in dem Gott erscheint? Sind es die Mauern der weißen Festung, an der die osmanischen Versuche, Europa zu erobern, endgültig scheiterten, was Pamuk in seinem gleichnamigen Roman darstellt? Die Farbe Lila lässt an die liturgische Funktion in der christlichen Kirche denken, wo sie das Sinnbild für Übergang und Verwandlung, für die Buße ist. Gleichzeitig ist die Farbbezeichnung erst im Mittelalter aus dem Orient nach Europa gekommen, sie war bis dahin im Westen unbekannt, wurde in blau oder rot übersetzt.
In Necips geschauter Szenerie häufen sich die Motive des Unheimlichen und eröffnen einen breiten Interpretationsspielraum. Sind es bloß vorgestellte Gedanken oder haben sie einen Realitätskern? Artikuliert sich darin die Angst Necips vor dem Abgrund des Atheismus oder eine prophetische Vision der Verwandlung des kahlen Baums in einen Flammenbaum? Das „Halt“ erinnert an den jungen Zirkusbesucher aus Kafkas Parabel Auf der Galerie, der die grausame Realität ahnt, aber an den schönen Schein glauben möchte. Das eindrucksvolle Bild erscheint als rätselhafte Schlüsselszene des Romans.
Vier Jahre nach den Ereignissen untersucht der Erzähler die Frage nach der Vorlage des Angsttraums. Ka hat Necips Vision in seinem Gedicht „Der Ort, an dem Allah nicht ist“ verarbeitet und dieses auf der Achse der Erinnerung platziert. Daher geht Orhan davon aus, dass das Bild einen realen Ort bezeichnet wie alle Gedichte, die dieser Kategorie zugeordnet sind. Fazıl zeigt dem Schriftsteller die Schauplätze der Ereignisse, u. a. auch den Schlafsaal der ehemaligen Koranschule. So blickt er nachts von Necips Bett aus dem Fenster: „Ich erblickte einen zwei Meter breiten Durchgang, den man noch nicht einmal als Gasse bezeichnen konnte, eingeklemmt zwischen der blinden Seitenmauer der Landwirtschaftsbank gleich neben dem Hof und der fensterlosen Rückwand eines Mietshauses. Aus dem ersten Stock der Bank schien ein violettes Neonlicht auf den schlammigen Grund. Damit keiner den Durchgang mit einer Straße verwechselte, hatte man irgendwo in der Mitte ein rotes Schild ‚Einfahrt verboten!‘ gestellt. Am Ende des Durchgangs, zu dem Fazil, von Necip inspiriert, ‚das ist das Ende der Welt‘ sagte, stand ein dunkler Baum ohne Blätter; und gerade als wir hinschauten, wurde er einen Augenblick lang feuerrot, als ob er brenne. ‚Die rote Reklamebeleuchtung des Foto-Palastes Aydin ist seit sieben Jahren kaputt‘, flüsterte Fazil. ‚Ab und zu leuchtet es und geht wieder an. Und dann sieht die Ölweide da von Necips Koje aus, als habe sie Feuer gefangen.[…]‘“
Für den Romancier Orhan ist diese Übereinstimmung der Beweis, dass sein Dichterfreund Ka nach Necips Tod in diesem Raum war und, wie er, von Necips Bett aus einen Blick in die Nacht geworfen hat. Sonst hätte er das Gedicht nicht seinen Erinnerungen zugeordnet. Die Koranschule diente aber zu diesem Zeitpunkt als Hauptquartier des brutalen Z. Eisenarm und seiner Spezialeinheit, die die meisten Morde während des Putsches auf dem Gewissen hat. Orhan schließt daraus, dass Ka vor seiner Abfahrt hier war, um die Putschisten zum Versteck Lapislazulis, seines Konkurrenten bei İpek, zu führen, dass ihn also İpek zu Recht zurückgewiesen hat und dass er deshalb Jahre später in Frankfurt von unbekannten Islamisten ermordet worden ist. Der Dichter konnte also der Versuchung nicht widerstehen, sein persönliches Problem mit Hilfe des Militärs skrupellos zu lösen.
Necip erschreckte der Anblick, weil er „manchmal unter der Einflüsterung des Teufels [sich] einfallen [lässt], dass dieses Bild in diese Welt gehören könnte.“ Er argumentiert weiter: „[W]enn es in diesem Universum einen Ort gäbe, der so ist, dann bedeutet das, dass es […] Allah nicht gibt. Da das nicht richtig sein kann, ist die einzige verbleibende Möglichkeit, dass ich nicht mehr an Gott glaube. Und das ist schlimmer als der Tod.“ Er versteht unter einem Atheisten nicht „jemanden, der nicht an Gott glaubt, sondern einen einsamen Menschen, den die Götter verlassen haben. […] Ein Mensch muß zunächst Westler sein, um Atheist werden zu können.“. Vor seinem Verrat hat Ka nach der Indizienkette des Erzählers aus Necips Fenster „das Ende der Welt“ erblickt und wurde nach Necips Vorausdeutung zum „einsamen Menschen, den die Götter verlassen haben“. In seinen nicht abgeschickten Frankfurter Briefen an die Geliebte in Kars greift er diesen Gedanken in der Formulierung vom „unerträgliche[n] Verlust- und Verlassenheitsgefühl“ auf.

## Rezeption
Der Roman erregte international Aufsehen, vor allem, weil er heikle politische Themen differenziert angehe und dabei auf jede Form von Schwarzweißmalerei verzichte. Die New York Times feierte Schnee als das beste ausländische Buch des Jahres 2004. 2006 wurde der Roman in Köln zum Buch für die Stadt gekürt.
Neben vielen anderen Auszeichnungen erhielt Pamuk für seine Werke den Friedenspreis des Deutschen Buchhandels (2005). Der Stiftungsrat begründet die Preisverleihung vor allem mit seinem Einsatz für die Völkerverständigung: „Mit Orhan Pamuk wird ein Schriftsteller geehrt, der wie kein anderer Dichter unserer Zeit den historischen Spuren des Westens im Osten und des Ostens im Westen nachgeht, einem Begriff von Kultur verpflichtet, der ganz auf Wissen und Respekt vor dem anderen gründet. […] So eigenwillig das einzigartige Gedächtnis des Autors in die große osmanische Vergangenheit zurückreicht, so unerschrocken greift er die brennende Gegenwart auf, tritt für Menschen- und Minderheitenrechte ein und bezieht immer wieder Stellung zu den politischen Problemen seines Landes.“
In seiner Dankrede zur Verleihung des Friedenspreises entschuldigt sich Orhan Pamuk für seine eminent politische Stellungnahme zu den Konflikten in der Türkei und der EU-Integration seiner Heimat. Dennoch sei dies kein Rückzug in den Elfenbeinturm der Poesie. Pamuk setzt die Romanform bewusst ein, um politische Konflikte und kulturelles Selbstverständnis zu reflektieren und Denkmöglichkeiten zu eröffnen. Dabei fungiert der Roman wesentlich als Gegenwelt zu polarisierenden Tendenzen in den Medien.
In einem Interview mit der Frankfurter Allgemeinen Zeitung erläutert der Autor, dass er sich in seiner Schriftstellerlaufbahn recht spät dafür „entschieden [habe], einen politischen Roman zu schreiben und alles hineinzulegen, was [ihm] auf der Seele lag. Aber „Schnee“ [sei] kein politischer Roman im überlieferten Sinn des Wortes – keine Propaganda, kein Melodram, keine schlichte Trennung zwischen Guten und Bösen! Jeder, jede wichtige Strömung, komm[e] im Roman zu Wort: die Türken und die Kurden, die Nationalisten, die Säkularisten, die Armee, die Gläubigen und die islamistischen Fundamentalisten. Das Thema [sei] zwar politisch, aber der Roman handel[e] von etwas anderem, vielleicht vom Sinn des Lebens in diesem ostanatolischen Winkel der Welt. […] [Er sei] in den frühen siebziger Jahren in Kars gewesen. Seitdem [hätten ihn] die wundervollen Kleinstadtbilder des Niedergangs und der Melancholie verfolgt, dreißig Jahre lang. Nachdem [er] beschlossen hatte, das ganze Land im Mikrokosmos eines kleinen, kalten und entlegenen türkischen Provinzkaffs zu bannen, […] musste [er] dorthin zurückkehren. […] Sehr viele Details, die [seinen] Lesern surreal scheinen mögen, [seien] exakte Beschreibungen des täglichen Lebens von Kars: Zeitungen mit einer Auflage von 150 Exemplaren, die erbittert miteinander konkurrieren; Polizisten in Zivil, die jeden Fremden, jede verdächtige Bewegung in der Stadt verfolgen; […] Der skurrile Witz dieser kleinen Randbeobachtungen [habe ihn] davor bewahrt, die Armut des dortigen Lebens allzu theatralisch und melodramatisch auszuschmücken. Die größte Herausforderung [habe aber darin bestanden], [sich] einzufühlen, [sich] mit allem und jedem in Kars zu identifizieren […] Für [ihn] lieg[e] die Kunst des Romans nicht nur in der Möglichkeit sich selbst auszudrücken und sich selbst als anderen zu sehen, sondern auch in der Identifikation mit anderen, von denen wir glauben [würden], sie seien nicht wie wir. Aber diese Identifikation sollte reflektiert sein. In „Schnee“ habe [er] nicht zuletzt auch [seine] zweifelhafte Position thematisiert. [Er] stelle ja auch die Frage nach [seiner] Zuverlässigkeit und Glaubwürdigkeit, wenn [er], ein „verwestlichter“ Beobachter von Istanbul, ein Urteil über einen derart aufgewühlten und geschundenen Ort [seines] Landes verbreite.“
Die Medien bewerten den Roman überwiegend positiv und loben die differenzierte Darstellung der politischen Konflikte in der Türkei, vor allem aber auch die märchenhafte Liebesgeschichte:
Margaret Atwood hebt in ihrer Rezension für die New York Times die Bedeutung Pamuks für die Türkei hervor, sie sieht seine Rolle zwischen Guru und Rockstar, Diagnostiker und Politexperten, dessen Romane das Publikum verschlinge, als seien sie die Möglichkeit, sich selbst den Puls zu fühlen. Angesichts der Konflikte zwischen politischem Islam und dem Westen wünscht sie Pamuk mehr Leserinteresse in den USA: „In Turkey, Pamuk is the equivalent of rock star, guru, diagnostic specialist and political pundit: the Turkish public reads his novels as if taking its own pulse.“ (Margaret Atwood, New York Times Book Rev., 15. August 2004)
„Pamuk bringt es fertig, Märchen im Reportageton zu erzählen und Zeitungsberichte in Märchen zu verwandeln […] ‚Schnee‘ ist ein groteskes, grausames und infernalisch komisches Buch, eine politische Farce, in der man nie auf der sicheren Seite ist und stets zwischen Lachen und Weinen schwankt.“ (Bruno Preisendörfer, Der Tagesspiegel, 3. März 2005)
„Orhan Pamuk hat diesen Roman wirkungsvoll inszeniert. Schnelle und langsame, romantische und politische Szenen wechseln einander ab. Auf die finstersten Vorgänge wirft er das helle Gegenlicht der Groteske – etwa den immer wieder eintretenden Stromausfall oder die ihrerseits bespitzelten Spitzel oder die extrem aktuelle Provinzzeitung, die vermutlich eintretende Ereignisse vorab als Tatsache meldet und sie dadurch erst herbeischafft. Und ewig fällt der Schnee.“ (Ulrich Greiner, Die Zeit, Literaturbeilage, 11. Mai 2005)
Kritik findet sich aber am Stilprinzip und an der Sprache, aber auch an gelegentlichen Ungenauigkeiten Pamuks:
„Es wimmelt von solchen mal ungenauen, mal pleonastischen Sätzen. Viele Seiten sind äußerst nachlässig geschrieben, erfüllt von einer selbstgefälligen Redundanz. Das ist schade, sollte aber von der Lektüre des Romans nicht abhalten. Er entwirft ein kluges, engagiertes Bild jenes zerrissenen Landes, das vielleicht bald zu Europa gezählt werden muss. Wie weit es davon entfernt ist, wie sehr es erinnert an überwundene (hoffentlich überwundene) Kämpfe der europäischen Vergangenheit, davon erzählt dieses Buch.“ (Ulrich Greiner, Die Zeit, Literaturbeilage vom 11. Mai 2005)
Ruth Franklin stellt in der Washington Post Pamuks Roman in eine Reihe mit den großen Erzählungen von Ost und West, wie den Märchen aus 1001 Nacht und Boccaccios „Decamerone“. Politik in der Literatur, so zitiert sie Stendhal, sei wie ein Schuss mitten in einem Konzert. Ebendies wisse Pamuk, wenn er seine Theaterszene gestalte, in der das Militär plötzlich auf das Publikum schießt. Sie erlebt dies als Schock nach dem hochliterarischen Rot ist mein Name, sieht Desorientierung und Verwirrung als Stilprinzipien von Pamuks politischem Roman. Dennoch zeigt sie sich am Ende fasziniert: „Long after I finished this book, in the blaze of the Washington summer, my thoughts kept returning to Ka and Ipek in the hotel room, looking out at the falling snow.“ (Ruth Franklin, Washington Post, 29. August 2004)

## Textausgaben
- Orhan Pamuk: Kar, İletişim, İstanbul 2002, ISBN 975-470-961-0 (türkisch).
- Orhan Pamuk: Schnee (Originaltitel: Kar, übersetzt von Christoph K. Neumann), Hanser, München 2005, ISBN 978-3-446-20574-1
  - deutsche Taschenbuchausgabe: Fischer-Taschenbuch Nr. 17456, Frankfurt am Main 2007, ISBN 978-3-596-17456-0, Sonderausgabe 2009: ISBN 978-3-596-51077-1.